# Черетянська сільська рада
Черетянська сільрада (біл. Чарацянскі сельсавет) — адміністративна одиниця на території Гомельського району Гомельської області Білорусі.

## Склад
Черетянська сільська рада 8 населених пунктів:
- Будище — село;
- Водопой — селище;
- Займище — село;
- Залісся — село;
- Маков'є — село;
- Прокоповка — село;
- Чаплін — село;
- Черетянка — агромістечко, центр сільради.